# Quotidien régional
Un quotidien régional est un journal dont la parution est quotidienne et la diffusion correspond à plusieurs départements français sur le plan géographique.

## Structure
En général, le journal est découpé en quatre parties :
- La première partie du journal est consacrée aux informations régionales ;
- La deuxième partie du journal est consacrée aux informations locales (un quotidien régional a en général plusieurs éditions en fonction des départements ou des villes où il est vendu) ;
- Il y a souvent une partie concernant le sport (aussi bien local que national) ;
- La dernière partie est consacrée à l'actualité nationale et internationale. Dans cette dernière partie, on retrouve souvent des articles similaires dans plusieurs quotidiens d'actualité régionale : les articles sont directement achetés aux agences de presse. Mais le nombre de sujets de dépêches émises par une agence comme l'AFP étant élevé, une pluralité de points de vue est présente en fonction de la politique éditoriale de chaque quotidien régional.

On retrouve aussi bien des rubriques existant dans les quotidiens nationaux (météo, horoscope), que des rubriques se trouvant dans les journaux locaux (petites-annonces, médecins de garde, manifestations).
De nombreux quotidiens français diffusent aussi le samedi TV Magazine, un magazine regroupant tous les programmes télé de la semaine. Ce magazine est le même pour tous les journaux, seule la couverture et les publicités (qui sont régionales) changent.